# Ambatomainty flygplats
Ambatomainty är en flygplats i Madagaskar. Den ligger i den centrala delen av landet, 240 km nordväst om huvudstaden Antananarivo. Ambatomainty ligger 304 meter över havet.
Terrängen runt Ambatomainty är platt åt nordväst, men åt sydost är den kuperad. Runt Ambatomainty är det mycket glesbefolkat, med 7 invånare per kvadratkilometer. Omgivningarna runt Ambatomainty är huvudsakligen savann.